# 림프구

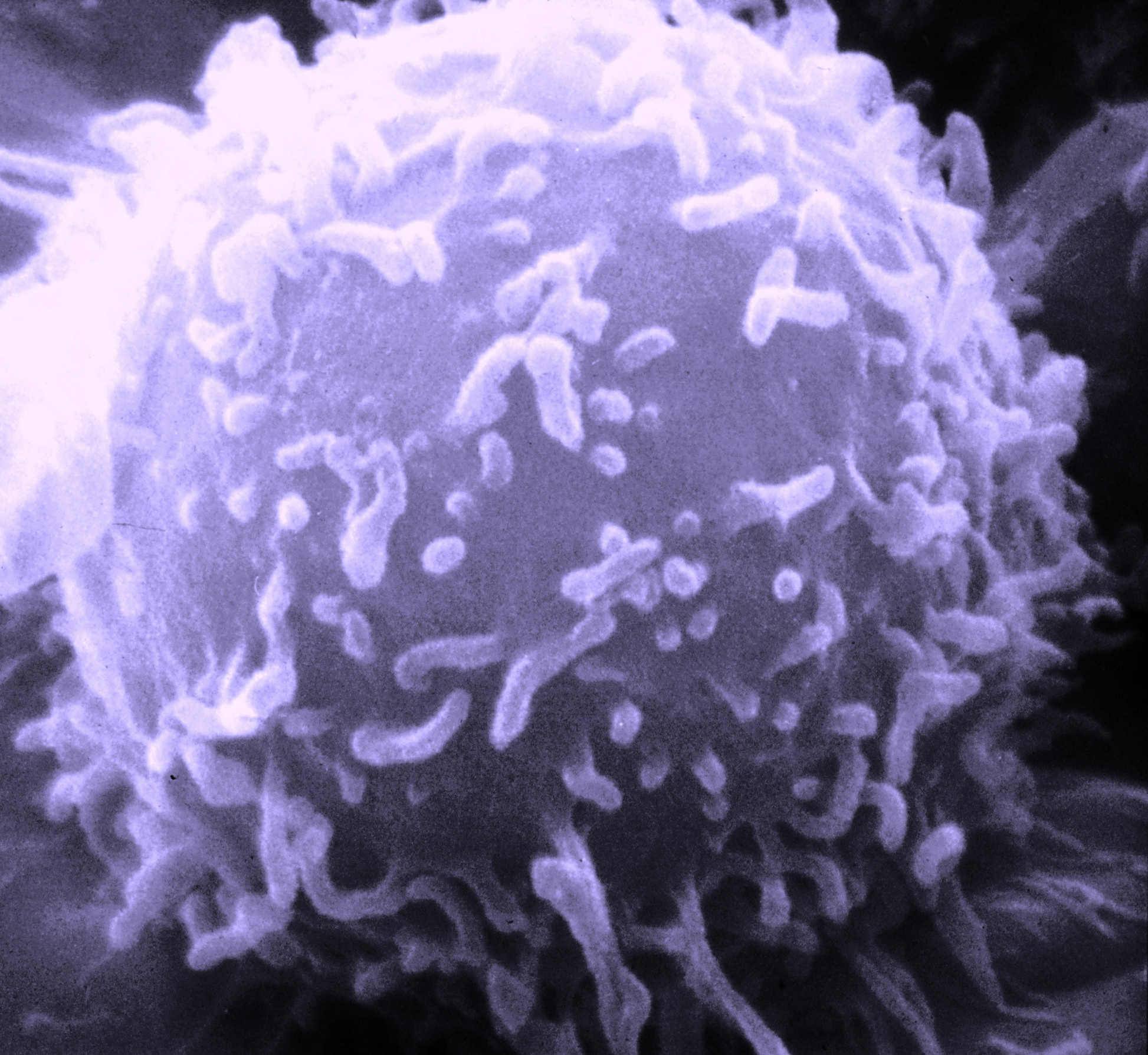
전자 현미경으로 관찰한 사람의 림프구

림프구(영어: lymphocyte)는 무과립성 백혈구(無顆粒性 白血球, agranulocyte)의 일종으로 면역 기능에 관여한다. 림프구에는 자연 살해 세포(세포를 매개로 동작하며, 선천 면역 기능이다.), T세포(세포를 매개로 동작하며, 후천 면역 기능이다.), B세포(체액성이고, 항체 구동 후천 면역 기능이다.)가 포함된다. 주요 유형의 세포가 림프에서 발견되어 림프구라는 이름을 얻게 되었다. 무과립성 백혈구 중 가장 많은 수를 차지하며, 전체 백혈구 중에서도 30%를 차지한다.

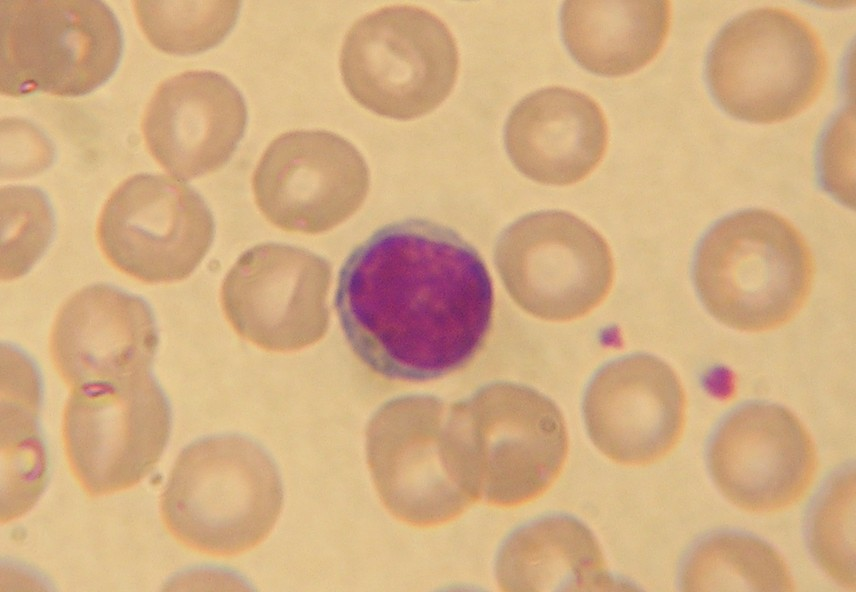
광학 현미경으로 관찰한 림프구(중앙의 염색된 것). 주위의 희미한 것들은 적혈구이다.

## 분류
림프구는 기능에 의해 다음과 같이 분류한다.

### T세포(T cell)
항원 특이적인 적응 면역을 주관하는 림프구의 하나이다. 가슴샘(thymus)에서 성숙되기 때문에 첫글자를 따서 T세포라는 이름이 붙었다. 전체 림프구 중 약 4분의 3이 T세포이다. T세포는 아직 항원을 만나지 못한 미접촉 T세포와, 항원을 만나 기능별로 분화한 T세포(보조 T세포, 세포독성 T세포, 자연살상 T세포), 그리고 기억 T세포와 억제 T세포로 분류된다.
- 미접촉 T세포(Naive T cell): 미접촉 T세포는 분화와 성숙을 거쳤지만 아직 말초에서 항원을 만나지 못한 T세포이다.
- 보조 T세포(Helper T cell): 보조 T세포(helper T cell, 또는 Th cell)는 효과 T세포 중 다른 백혈구들의 분화 및 활성화를 조절함으로써 체액성 면역을 촉진하는 세포이다.
- 세포독성 T세포(Killer T cell): 세포독성 T세포는 그랜자임(granzyme)이나 퍼포린(perforin)과 같은 세포독성물질을 분비하여 바이러스에 감염된 세포나 종양 세포 등을 죽이는 세포이다.
- 자연 살해 T세포(Natural killer T cell): 자연 살해 T세포는 보조 T세포 및 세포독성 T세포에 비해 적은 비율로 분포하는 효과 T세포의 하나이다.
- 기억 T세포(Memory T cell): 기억 T세포는 항원을 인지한 T세포가 분화 및 선별 과정을 거친 뒤 장기간 생존하고 있다가 나중에 항원이 재차 침입하였을 때 빠르게 활성화되어 효과 T세포의 기능을 할 수 있는 잠재적 능력을 가진 세포.
- 조절 T세포(suppressor T cell, Regulatory T cell): 조절 T세포는 면역 반응이 끝날 때까지 T세포의 세포 매개 면역을 차단하는 역할을 한다.

### B세포(B cell)
- 형질 세포: B림프구에서 분화하여 항체를 만들고 체액성 면역인 항원 항체 반응을 일으킨다.
- 기억 세포

### 자연 살해 세포(Natural killer cell, NK cell)
자연 살해 세포(NK cell, Natural killer cell)는 선천면역을 담당하는 중요한 세포이다. 체내에는 총 약 1억 개의 자연 살해 세포가 있으며 T세포와 달리 간이나 골수에서 성숙한다. 바이러스 감염세포나 종양 세포를 공격하는 것으로 알려져 있다.

## 발달 과정

사람의 혈액 세포 발달 과정

포유류 줄기 세포는 골수 내에서 여러 종류의 혈액 세포로 분화된다. 이 과정을 조혈이라고 한다. 이 과정에서 림프구 전구체는 고유한 림프구 유형으로 분화한다. 림프구의 분화는 계층적이기도 하고, 유연한 형태로 분화한다. 원래 B 세포는 조류의 총배설강 주변에 있는 파브리키우스 주머니(bursa of Fabricius)에서 처음 발견되었기 때문에 주머니(bursa)의 첫 글자를 따서 B 세포라고 이름붙였으나, 사람을 포함한 포유류의 경우 골수(bone marrow)에서 유래 되므로 골수의 첫 글자를 따서 B 세포라고 부르기도 한다. T세포는 흉선이라 불리는 별개의 기관으로 이동하여 성숙한다. 성숙 후에 림프구는 순한 및 말초 림프기관으로 들어가 병원체 또는 종양 세포의 침입을 조사한다.

## 같이 보기
- 일반 혈액 검사
- 세포독성